# طفاشة أرجنتينية
الطفاشة الأرجنتينية (الاسم العلمي:†Podocnemis argentinensis) هي نوع منقرض من السلاحف تتبع جنس الطفاشة من فصيلة الطفاشيات.